# 暮らしの情報 知っ得納得お買い得
暮らしの情報　知っ得納得お買い得（くらしのじょうほう　しっとくなっとくおかいどく）は、テレビせとうち（TSC）で2011年4月からスタートした、早朝及び深夜に放送されているテレビショッピング番組である。

## 内容と放送形式
1商品当たり正味9分の放送で、1回の放送で1商品～5商品紹介する形を取っている。放送時間は「9分×延べ商品数＋1分（ステーションブレイクとして充当）」であるため、実際の放送時間は10分～46分となる。
商品内容は、ほとんどが他のテレビショッピング番組では取り上げることの無い岡山・香川の地元メーカーの商品やテレビショッピングでは初めて紹介する商品が多いのが大きな特徴である。（岡山・香川以外では兵庫県姫路市の会社が取次店になっている健康器具が紹介されたことがある）
なお、上記の放送時間の範囲内で特定の商品を複数回紹介することも多い（ただし、特定商品を連続して紹介することはなく、別商品の紹介を挟んでから改めて特定商品の紹介という形を取っている）。

## 放送時間
- 早朝→月曜・火曜 4:59～5:45、水曜～金曜 4:19～5:05、土曜 4:09～4:55、日曜 4:24～5:10
  - 基本的に月曜又は火曜に関しては休止になることが多いほか、それ以外の曜日についても局の都合上休止又は放送時間が短縮されることがある。
  - 平日放送分が祝日の場合、放送開始および終了が30分繰り下がる形での放送となる（早朝に放送されるニュースモーニングサテライトが祝日に伴う放送休止のため）。
- 昼間→月曜 12:25～12:35
  - 2012年3月までは月曜の17:20～17:30までの放送（過去には火曜の同時間帯でも放送されていた）だったが、news5スタートに伴うテレビせとうちの夕方ニュース枠復活に伴い、2012年4月以降は上記時間帯に変更になった。
- 2014年ころまでは、岡山市を放送区域とするケーブルテレビ局のオニビジョンのコミュニティーチャンネルでも放送されたことがあった。

## 現在放送されている商品（通販ではない場合もある）
- 有限会社パイプライン（「焼き豚P」名義）：ななちゃんバラエティボリュームセット（2013年4月上旬～）
- 株式会社茂山組：京セラFC SAMURAI ブラックスペシャル／カーポート一体型ソーラーシステム／収益型太陽光発電システム（2012年10月1日～）
- 株式会社メディプラン：消える魔球（投げるだけのボール型消火器）／火の用心棒（天ぷら鍋専用の簡易型消火器）
- 日本料理DANK：黄ニラばら寿司の素（2013年4月上旬～）
- 香西麺業：讃岐うどん組み合わせ（2013年7月上旬～）
- 双葉車両：ダイハツの軽自動車のリースで、毎月1万円とボーナス時の増額払いで7年間借りられ、7年後は返却するか、買い取るか、新車に乗り換えるかを選ぶサービスの広告。軽自動車.comという軽自動車全メーカーの車種を取り扱っている店を運営し始めてからは全メーカーの軽自動車のリースの広告になっている。
- ダイヤクリーニング：クリーニング取次店のオーナーさん募集の広告。
- トモエ葬祭：岡山市南区新保と岡山市中区東山にあるセレモニーホールの広告。
- クレオ: 岡山市北区三野にある不動産屋。マンションやアパートのオーナーさん向けの管理を委託させてくださいという事についての広告。
- カートップ（CARTOP): 岡山市北区青江にある中古車販売と板金業の店。買い取りと中古車販売についての広告。2021年現在は普通自動車のリースの広告で車種が軽自動車から普通車になっている部分以外はレポーター役の人も含めて双葉車両と同内容である。

## 過去に放送された商品
- 有限会社パイプライン（「焼き豚P」名義）：家族的食堂セット（2012年2月下旬放送）、プーデル満腹セット（2013年3月下旬まで放送）
- シンビインターナショナル（「心の幸せショッピング」）：藏本天外のやる気メソッドDVD（2012年3月上旬～中旬放送）
- ちくま精機：イズミクリーン（2012年4月中旬まで放送）
- 和楽菜園：漢方ミネラル堆肥（2012年5月下旬まで放送）
- 一光化学：クリスタルエンゼル（化粧品）、ACFAつう快（健康食品）（いずれも2012年5月下旬まで放送）
- 徳武産業：ケアシューズあゆみ（ダブルマジックⅡ雅／ダブルマジックⅡヘリンボン／リボンスリップオン）
- 株式会社チュウオー：ホームマグナー（2013年3月下旬まで放送）
- ヘルシーホーム：スエルテ グッドラック（2012年7月上旬～、販売エリアは岡山県南部のみ）
- カイタック株式会社：あこや本真珠黒染めネックレス／あこや本真珠花珠ネックレス（2012年10月上旬～）
- 株式会社トランジットライン：ビルベリー／リンゴンベリー

## 出演者
- 金子陽子（オニビジョンからテレビせとうちに出向での出演→出向終了した。）
  - 焼き豚P・株式会社チュウオー・ヘルシーホーム・カイタック・トランジットラインで扱っている商品紹介や各社担当者へのインタビューを担当している。かつては、ちくま精機・和楽菜園・カイタックなどで扱っている商品紹介や各社担当者・商品愛用者へのインタビューも担当していた。
  - また、2013年3月下旬まで焼き豚P・株式会社チュウオーにおいては、TSCキャラクターソングプロジェクト「プっとべ！プ～デル」に登場する「プ～デル」も出演していた。
- くるぼ☆くるみ
  - オカネツ工業社員。「くるみ」の名前で前述のCurvo（くるぼ）の商品紹介を担当。「農ガール」として、自給自足を目標に農作業に取り組んでいる。
- 服部由佳
  - 茂山組の太陽光発電関連商品の紹介と社長へのインタビューを担当している。グループ トーキング・アイ所属。（トーキング・アイ）
- 橋本昌子
  - 「まちゃこ☆」の名前で金子陽子とともにビルベリー／リンゴンベリーの商品紹介を担当している。
- 伊丹章
  - 双葉車両とカートップの自動車のリースの広告のインタビューを担当している。サンテレビで魚釣りの番組をやっていることを活かして、伊丹章が考案した魚釣りに最適な仕様に車内を改造した車のリースもしている
- わだともえ

過去の出演者
- てつを
- 阪本智子
  - 上記の2人は一光化学の「クリスタルエンゼル」の紹介や開発担当者へのインタビューを担当
- 青木光男
- 小寺しづき
  - 上記の2人は一光化学の「ACFAつう快」の紹介や開発担当者へのインタビューを担当
- 三宅奈緒子（元山陽放送パーソナリティ）
- 今井絢
  - カイタックGM営業部所属の社員。金子陽子とともに同社のあこや本真珠黒染めネックレス／あこや本真珠花珠ネックレスの商品紹介を担当。

## その他
当番組自体のホームページは、テレビせとうち及びグループ会社のテレビせとうちクリエイトの双方ともに開設していない。
また、当番組で紹介している商品の注文方法は電話（フリーダイヤル）のみであり、FAXでの受付は行っていない。
当番組で紹介している商品は全国向けのテレビショッピング番組のように販売元がテレビショッピングの番組を作った会社になっておらず、紹介している商品の製造会社が販売元になっているが、（茂山組のソーラーパネルのように一部の商品は取次店が通販番組の制作依頼をしているので製造会社ではない場合もある。）商品購入や購入前の問い合わせ用の電話番号は全て同じである。
当番組で紹介された商品を扱う会社についても、基本的に当番組での紹介を言及することはほとんど無い。ただし、以前に当番組で紹介していた和楽菜園の漢方ミネラル堆肥に関しては、和楽菜園が独自アカウントを取得した上でYouTubeにおいて当番組で放送していた内容を現在もそのまま配信している。